# Anne Nymark Andersen
Anne Nymark Andersen (* 28. September 1972 in Bergen) ist eine ehemalige norwegische Fußballspielerin, die von 1990 bis 1999 für die A-Nationalmannschaft spielte und sowohl Europa- als auch Weltmeister wurde.

## Karriere

### Vereine
Andersen begann für den in ihrem Geburtsort ansässigen Verein Ådnamarka mit dem Fußballspielen und war im weiteren Verlauf für den ebenfalls in Bergen ansässigen Arna-Bjørnar bis ins Jahr 1994 aktiv. Im Seniorinnenbereich spielte sie das erste Mal in der Spielzeit 1994 für den IL Sandviken in der 1. Divisjon, der seinerzeit höchsten Spielklasse im norwegischen Frauenfußball. Den einzigen Vereinstitel gewann sie 1995 mit dem 3:2-Finalsieg n. V. über den Trondheims-Ørn SK. In der Spielzeit 1999, der letzten in der Eliteserien, spielte sie für Arna-Bjørnar.

### Nationalmannschaft
Andersen debütierte als Nationalspielerin in der U16-Nationalmannschaft, die am 29. Juni 1988 in Nykøbing das Freundschaftsspiel gegen die U16-Nationalmannschaft Israels mit 2:1 gewann. Ihr erstes Länderspieltor gelang ihr am 22. Juli 1989 in Sola beim 5:0-Sieg im Freundschaftsspiel gegen die U16-Nationalmannschaft Finnlands.
Für die U20-Nationalmannschaft bestritt sie in einem Zeitraum von drei Jahren zwölf Länderspiele. Sie debütierte am 21. August 1990 in Uppsala beim 5:1-Sieg im Freundschaftsspiel gegen die U20-Nationalmannschaft Finnlands. Auch in dieser Nachwuchsnationalmannschaft gelang ihr ein Tor; es war im Freundschaftsspiel gegen die U20-Nationalmannschaft Frankreichs am 27. März 1992 in Martigues.
Für die A-Nationalmannschaft kam sie in zehn Jahren in 65 Länderspielen zum Einsatz. Ihr Debüt am 13. Juni 1990 in Porsgrunn endete mit einem 4:0-Sieg über die Nationalmannschaft Finnlands im vierten Spiel der EM-Qualifikationsgruppe 4. Ihr erstes von neun Toren gelang ihr am 1. Juni 1993 in Borås bei der 2:4-Niederlage gegen die Nationalmannschaft Schwedens mit dem Treffer zur 1:0-Führung in der 15. Minute.
Sie nahm mit ihrer Mannschaft an drei aufeinander folgenden Europameisterschaften, zwei Weltmeisterschaften und einmal am olympischen Fußballturnier 1996 teil. Sie bestritt alle drei Spiele in der Gruppe E und anschließend das Halbfinale, das mit 1:2 nach Golden Goal gegen die US-amerikanische Nationalmannschaft verloren wurde sowie das Spiel um Bronze, das mit 2:0 gegen die Nationalmannschaft Brasiliens gewonnen wurde. Das Turnier um die Europameisterschaft 1993 und die Weltmeisterschaft 1995 wurde jeweils mit dem Titel abgeschlossen. Diese Erfolge erlebte sie an der Seite ihrer Zwillingsschwester Nina Nymark Andersen. Ihre Länderspielkarriere beendete sie mit ihrem letzten Einsatz für den NFF am 23. Juni 1999 in Washington, D.C. beim 7:1-Sieg im Freundschaftsspiel gegen die Nationalmannschaft Kanadas.

## Erfolge
Nationalmannschaft
- Weltmeisterin: 1995
- Europameisterin: 1993
- Olympische Bronzemedaille 1996

IL Sandviken
- Norwegischer Pokal-Sieger: 1995